# Franciszek Pfanner

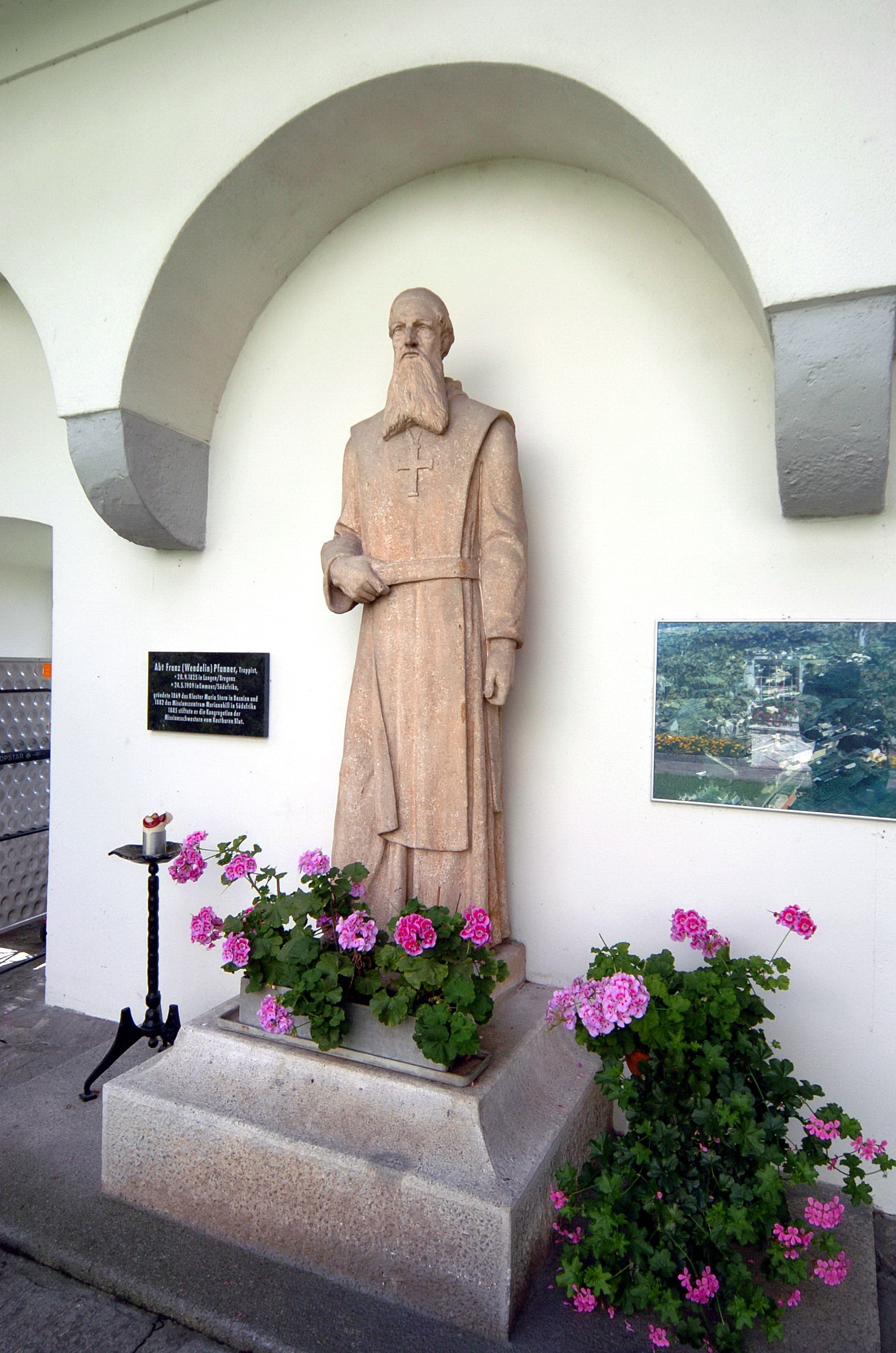
Statua Franciszka Pfannera w klasztorze Wernberg, Austria

Franciszek Pfanner, Franz Pfanner, właśc. Wendelin Pfanner (ur. 21 września 1825 w Langen-Hub, Austria, zm. 24 maja 1909 w Emaus, Południowa Afryka) – austriacki duchowny, opat, trapista, misjonarz, założyciel Opactwa Mariannhill, Sługa Boży.
Był synem Franciszka Antoniego Pfannera i Anny Marii Fink. Wendelin w 1837 rozpoczął naukę łaciny, w 1838 naukę w gimnazjum, a w 1845 studia filozoficzne w Padwie. Z powodu choroby w 1848 przerwał rozpoczęte w 1846 studia teologiczne w Brixen. W 1850 przyjął święcenia kapłańskie i rozpoczął pracę w parafii w Haselstauden-Dornbirn, następnie w 1859 został spowiednikiem u Sióstr Miłosierdzia w Zagrzebiu. Po podróży do Rzymu w 1862, wyjechał do Ziemi Świętej i wstąpił do Zakonu Trapistów w Mariawald w Eifel, gdzie 9 października 1863 wraz z habitem otrzymał imię Franciszek, śluby zakonne złożył 24 listopada 1864. W 1880 w odpowiedzi na prośbę o wysłanie mnichów do Południowej Afryki przybył do Dunbrody. 26 grudnia 1882 założył klasztor Mariannhill koło Durbanu, a 27 grudnia trzy lata później został jego opatem. W 1892 po przeprowadzonej wizytacji opactwa został suspendowany i na rok zdjęty z urzędu, w 1893 została przyjęta jego rezygnacja. Franciszek Pfanner przeniósł się do stacji misyjnej Emaus, gdzie pozostał do śmierci. 2 lutego 1909 papież Pius X oddzielił dekretem Opactwo Mariannhill od Zakonu Trapistów, dając początek Zgromadzeniu Misjonarzy z Mariannhil.